# Dichelacera gamma
Dichelacera gamma är en tvåvingeart som först beskrevs av Krober 1931.  Dichelacera gamma ingår i släktet Dichelacera och familjen bromsar. Inga underarter finns listade i Catalogue of Life.